# 潘提翁槽溝

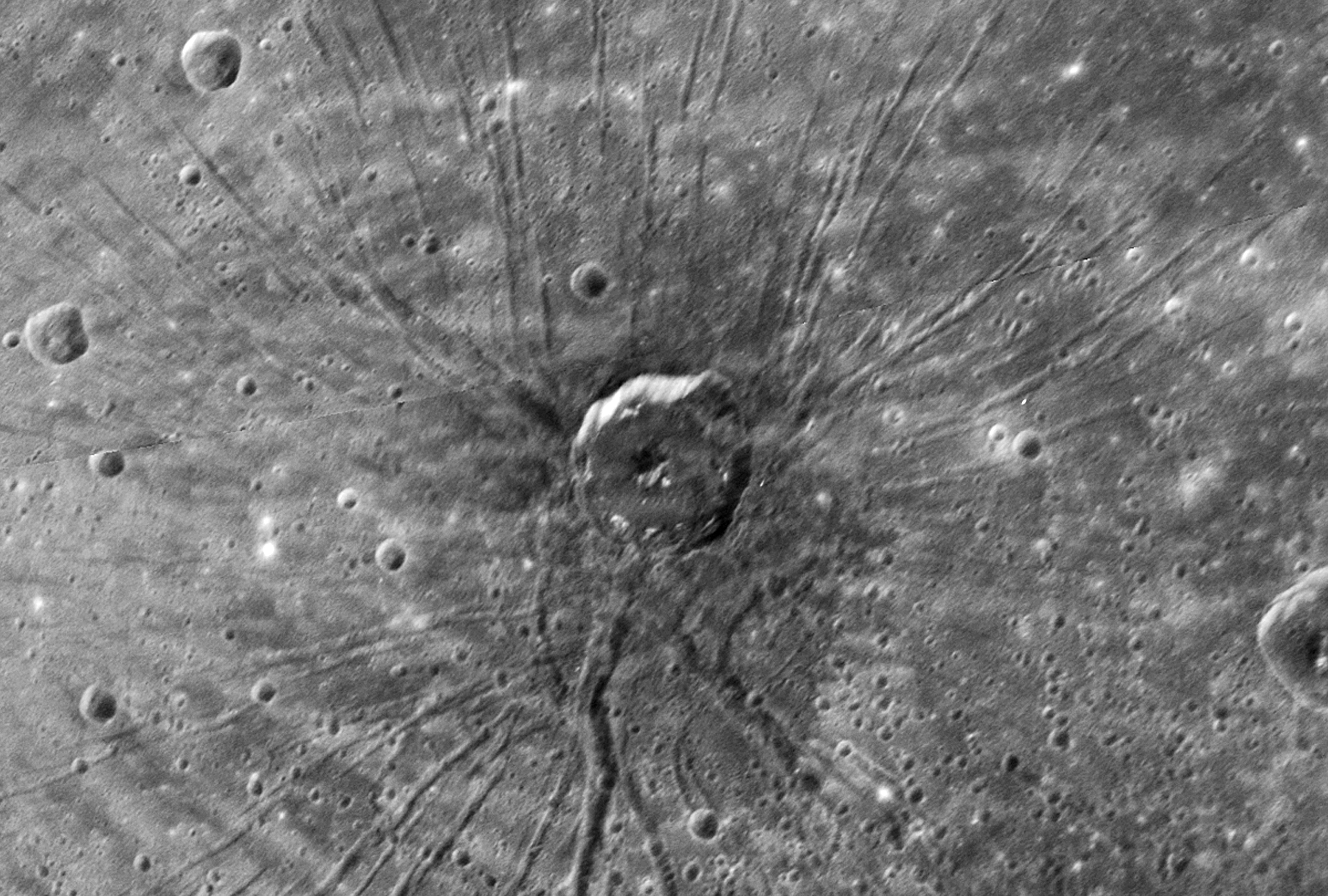
卡洛里盆地內的潘提翁槽溝。

潘提翁槽溝（Pantheon Fossae）是一個位於水星卡洛里盆地內的槽溝地形，中心座標位於30°30′N 197°00′W / 30.5°N 197.0°W。

## 概要
潘提翁槽溝區域內有許多放射狀分布的地塹（槽），有張性斷層的特徵。在該區域中心附近有一個直徑約40公里的撞擊坑。目前仍不知道如此形式的地形是如何形成的。當地地形特徵在正式命名前有暱稱稱為「蜘蛛」。
該區域以義大利羅馬的万神庙命名。該建築是有一個穹頂的古代神廟，而穹頂有一系列從穹頂中央圓形孔向外輻射出的鑲板，而潘提翁槽溝的地形就類似這樣的結構。此外，接近該區域中間的撞擊坑現在命名為阿波羅多洛斯撞擊坑，以被認為是萬神廟建築師的古希臘建築師大馬士革的阿波羅多洛斯命名。信使號計畫的科學家在爭論阿波羅多洛斯撞擊坑是否與潘提翁槽溝形成有關，或者是在槽溝地形形成後才在該區域中心附近形成。